# Salvador Girón Collier
Salvador Girón Collier (10 de septiembre de 1902-11 de agosto de 1981) fue un periodista graduado por la Universidad de San Carlos de Guatemala. Se le considera el precursor de la crónica deportiva en Guatemala. La Asociación de Cronistas Deportivos ACD Guatemala lo nombró “Cronista Deportivo del Siglo XX”. La sección de revistas de la Hemeroteca Nacional de Guatemala lleva su nombre. La Biblioteca del Deporte, en el Centro de Prensa ACD, también lleva el nombre de Salvador Girón Collier – también conocido con el sobrenombre de “Pom Boch” – quien se distinguió por cultivar los más altos valores y principios del periodismo deportivo, logrando que este género adquiriera en Guatemala una importancia relevante. 
Siempre promovió la idea de que el deporte de Guatemala debía ser amateur, pues los atletas, según él, tenían que ser diestros, inteligentes, y participar en las justas deportivas “con músculo y espíritu”, sin otro interés que el perfeccionamiento, y fuera del ámbito materialista. Fue el creador de las crónicas deportivas de varios periódicos, entre ellos, El Imparcial, El Liberal Progresista, Excelsior, Diario de Centroamérica, Nuestro Diario y Prensa Libre. 
Fue uno de los precursores y valientes defensores de la autonomía del deportiva de Guatemala, en 1945. Participó en la fundación del primer noticiero deportivo radial; fue uno de los fundadores de la Asociación de Periodistas de Guatemala APG, de la Asociación de Cronistas Deportivos ACD Guatemala y de la Cámara Guatemalteca de Periodismo CGP.
En agosto de 1951 fundó Prensa Libre, en compañía de otros destacados periodistas, y desde las páginas de ese matutino impulsó su estilo de crónica, que con el tiempo se convirtió en estilo particular del periodismo deportivo guatemalteco.En Prensa Libre, fue también gerente administrativo y de circulación.